# زادنبه بالا
زادنبه بالا یک روستا در ایران است که در دهستان براکوه شهرستان خوسف واقع شده‌است. زادنبه بالا ۳۰ نفر جمعیت دارد.